# Демократична Республіка Конго
Демократи́чна Респу́бліка Ко́нго, в минулому Заї́р (фр. République démocratique du Congo, Zaïre) — держава в центральній Африці. Площа країни становить 2 345 409 км² (11-те місце у світі і 2-ге в Африці). Населення: 89 561 403 (16-те місце у світі). Столиця: місто Кіншаса.

## Назва
Офіційна назва — Демократична Республіка Конго (фр. Republique Democratique du Congo). Назва країни походить від назви колишнього королівства Конго, що, в свою чергу, отримало назву від народу баконго — «мисливці». Колишні назви країни: Незалежна держава Конго, до 1960 року Бельгійське Конго, у 1971—1997 роках — Заїр, що походить від спотвореного через португальську (порт. Zaire) конголезького слова «нзере», яке означає річку, що ковтає інші річки, тобто Конго з притоками.

## Географія

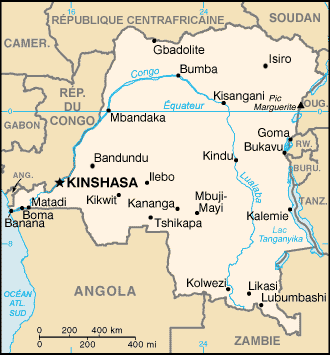
Демократична Республіка Конго

Держава знаходиться в Центральній Африці, територія країни простягається з півночі на південь на 2090 км, а із заходу на схід — на 2090 км. На півночі межує з Центральноафриканською Республікою (спільний кордон — 1577 км) і Південним Суданом (625 км); на сході — з Угандою (765 км), Руандою (217 км), Бурунді (235 км), Танзанією; на південному сході — із Замбією (1930 км); на півдні — з Анголою (2510 км); на заході — з Республікою Конго (2410 км). Також, на заході, у гирлі річки Конго, має вихід до узбережжя Атлантичного океану, загальна довжина — 37 км.

### Геологія
Територія ДР Конго займає велику частину Африканської платформи. Вона охоплює найбільший в регіоні кратон Конго архейської або нижньопротерозойської стабілізації, а також фрагменти обрамовуючих його верхньопротерозойських складчастих поясів: на сході — Кібарського (1,3—0,97 млрд років) і на заході — Зах.-Конголезького (0,65 млрд років).

### Рельєф

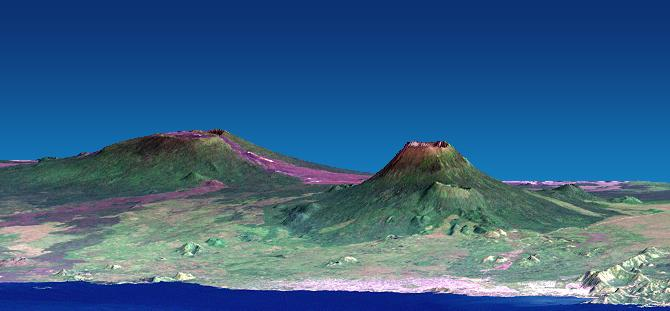
Вулкан Ньїрагонго

Більша частина Демократичної Республіки Конго — западина Конго та плато вис. до 1300 м, яке її обрамовує. На сході — гори: масив Рувензорі (вис. 5109 м, пік Маргеріта), вулканічні гори Вірунґа (вис. до 4507 м), у тому числі діючі вулкани.

### Клімат
Клімат країни екваторіальний, на півдні і крайній півночі — субекваторіальний.

### Внутрішні води
Головні річки: Конго (Заїр) із притоками. У країні багато боліт, а річка Конго в декількох місцях розширяється і утворює озера, зокрема Малебо (Стенлі-Пул). Великі озера утворюють ланцюжок вздовж східного кордону: Альберт, Едуард, Ківу, Танганьїка (природний кордон з Танзанією) і Мверу. Найбільші з озер всередині країни — Маї-Ндомбе і Тумба.

### Ґрунти й рослинність
Близько 75 % території Конго покрито тропічними лісами.

### Тваринний світ

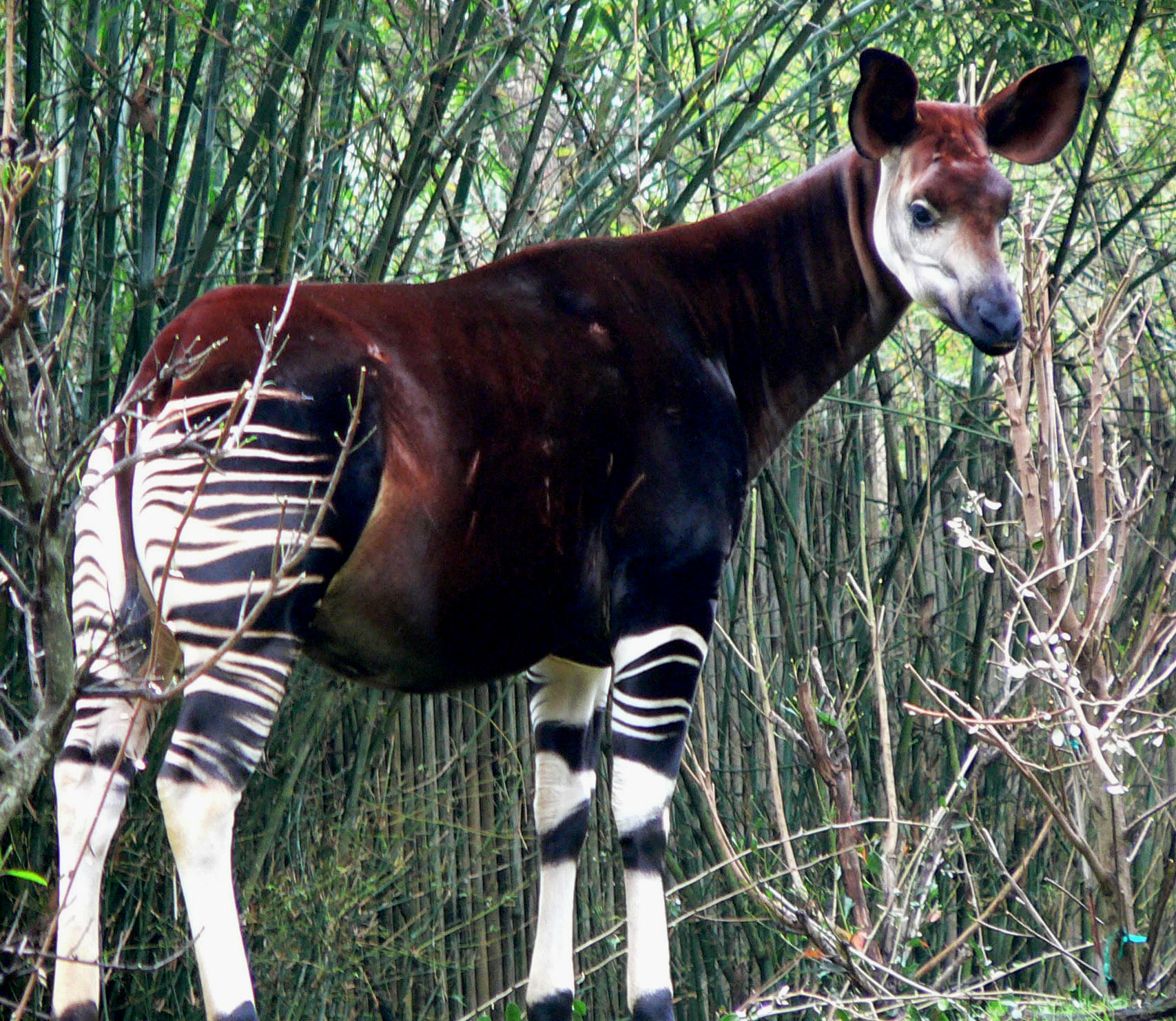
Окапі

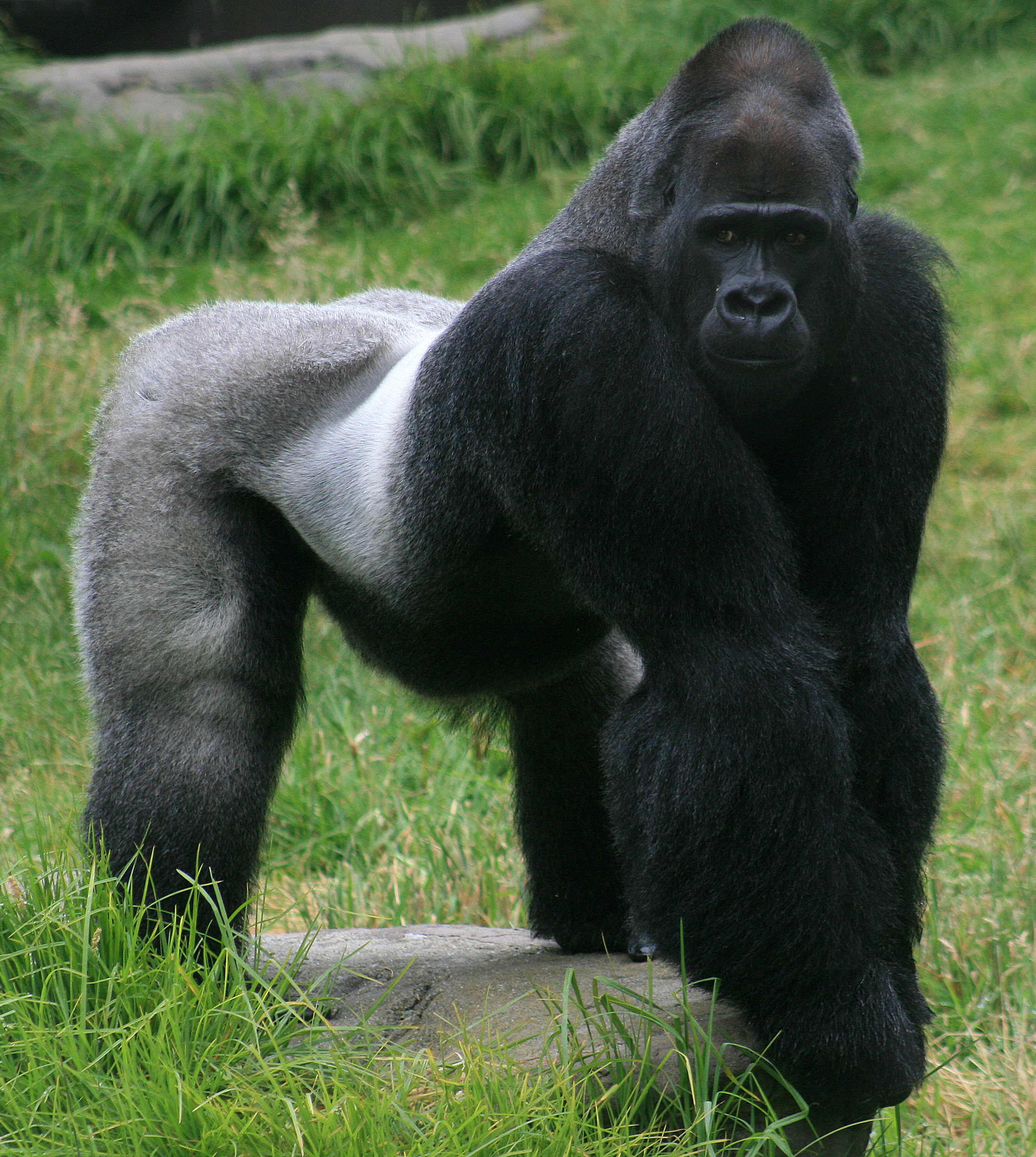
Самець західної горили

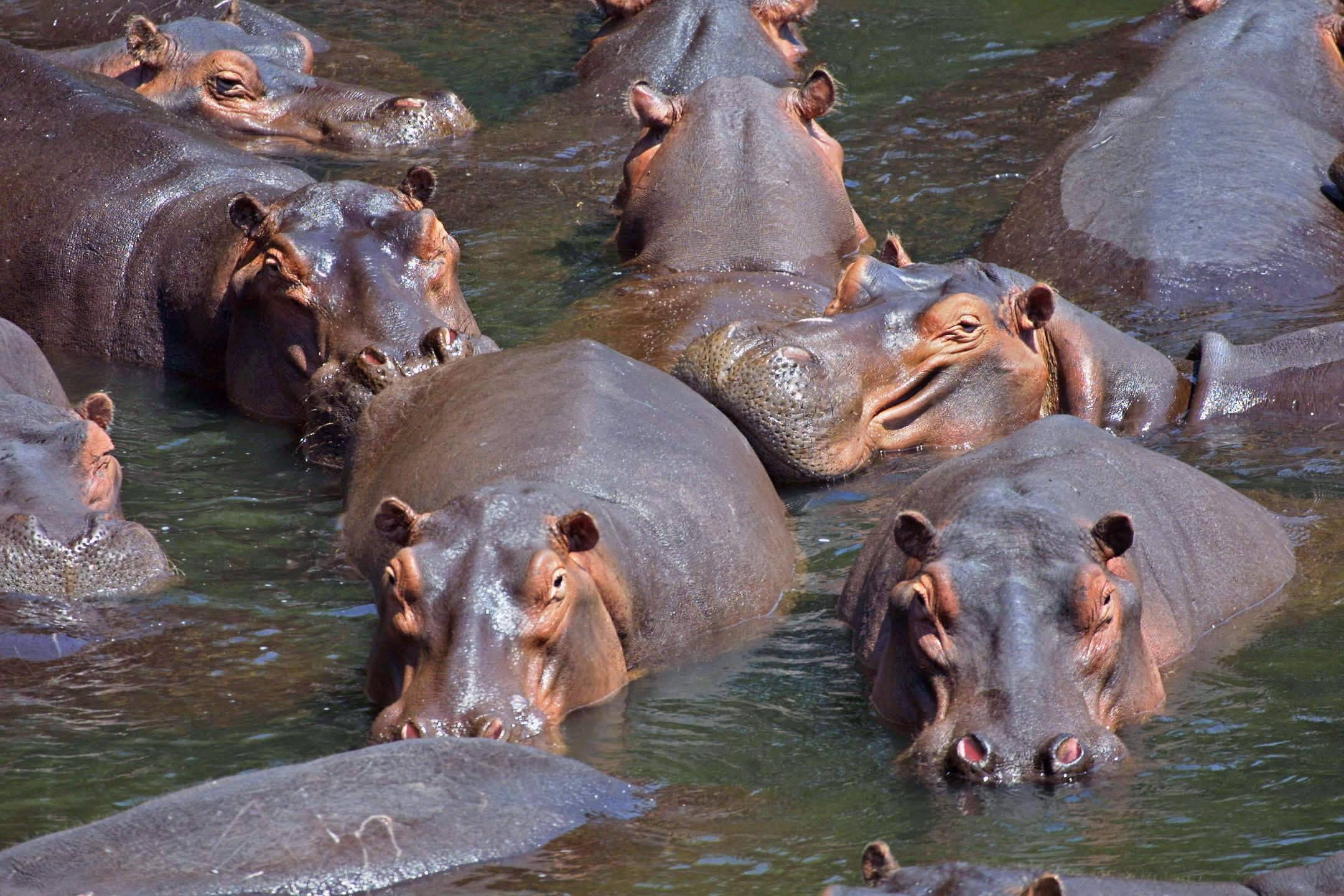
Бегемоти

Особливе занепокоєння у природоохоронців викликають примати. У Конго мешкає кілька видів людиноподібних мавп: звичайний шимпанзе (Pan troglodytes), бонобо (Pan paniscus), східна горила (Gorilla beringei) і, можливо, західна горила (Gorilla gorilla). Це єдина країна у світі, де бонобо живуть у дикій природі. Велике занепокоєння викликає вимирання людиноподібних мавп. Через полювання і знищення середовища існування шимпанзе, бонобо і горили, популяції яких колись налічували мільйони, зараз скоротилися до 200 000 горил, 100 000 шимпанзе і, можливо, лише близько 10 000 бонобо. Всі горили, шимпанзе, бонобо і окапі віднесені Міжнародним союзом охорони природи до видів, що перебувають під загрозою зникнення.

## Історія
На території сучасної республіки, а також на території республіки Ангола існувала давня держава Королівство Конго (1400—1914). Етнічну основу країни складав народ конго.
У XV—XVI ст. Конго знаходилось у стані розквіту[джерело?]. Державу очолював правитель, який мав титул маніконго. Феодальні відносини, що складались, переплітались з інститутами домашнього рабства. Високого рівня розвитку досягли сільське господарство, ремесла, торгівля. Існували власність верховного правителя на землю, експлуатація податного населення у формі податі та «царської барщини». З приходом у Конго португальців (1482), їм вдалось привернути до християнства групу вищої знаті та маніконго. Слідом за цим почались обряди масового хрещення, часто насильницькі, всього народу. Одночасно державу спустошувала работоргівля.

### Вільна держава Конго

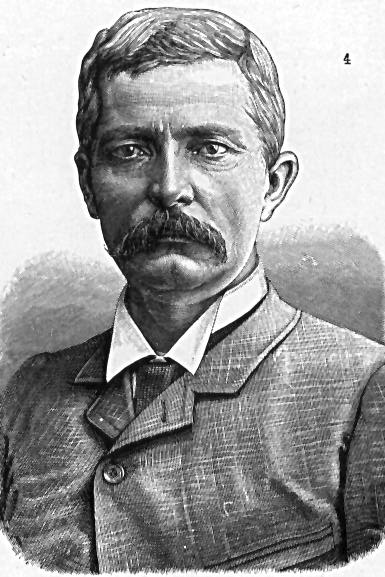
Генрі Мортон Стенлі

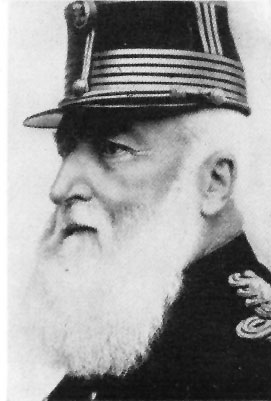
Леопольд II

Інтенсивне дослідження та колонізація Конго європейцями розпочалося у 1870 році і тривало до 1920 року. Бельгійський король Леопольд II спонсорував мандрівки Генрі Мортона Стенлі. 1885 року на Берлінській конференції територія Конго була визнана приватною власністю бельгійської корони та отримала назву Вільна держава Конго. Бельгійський режим розпочав кілька багаторічних проєктів розвитку інфраструктури, зокрема, будову залізниці від узбережжя до столиці Кіншаси (тоді Леопольдвіль). Основною метою цих проєктів була інтенсивна експлуатація натуральних ресурсів колонії. Виробництво гуми та продаж гумових шин принесли значні доходи Леопольду II.
Колоніалісти брутально поводилися з місцевим населенням. У деяких регіонах внаслідок виснаження та хвороб (Сонна хвороба, віспа) населення скоротилося майже вдвічі. До подібних висновків прийшла пізніше урядова комісія.
Брутальне поводження з місцевим населенням викликало міжнародні протести, очолювані британським журналістом Едмундом Ден Морелем та британським дипломатом Роджером Кейсментом. До протестів приєдналися відомі письменники, зокрема Марк Твен та Артур Конан Дойл. У Вільній державі Конго відбуваються події в романі «Серце темряви» Джозефа Конрада.

### Бельгійське Конго (1908—1960)
У 1908 році під тиском міжнародної громадськості бельгійський парламент взяв на себе відповідальність за Вільну державу Конго, яка з того моменту отримала назву Бельгійське Конго та керувалася бельгійським урядом. Були досягнуті значні економічні успіхи та соціальний прогрес[джерело?]. Ставлення білих колоніальних правителів до корінних жителів залишалося, однак, здебільшого поблажливим та зверхнім.
У роки Другої світової війни конголезька армія досягла кілька перемог у північній Африці над італійськими військами[джерело?].

### Політична криза (1960—1965)
На початку 1960 року в Брюсселі пройшла конференція стосовно проблем Бельгійського Конго за участю ватажків національно-визвольного руху. Результатом круглого столу стало вимушене рішення уряду Бельгії про надання незалежності колонії. Також була визначена дата проголошення самостійності — 30 червня 1960 року.

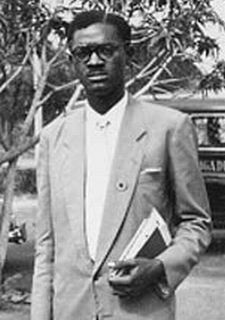
Патріс Лумумба

У травні в колонії пройшли вибори до парламенту та провінційних зборів. Потім президентом країни став Жозеф Касавубу, прем'єр-міністром — Патріс Лумумба.

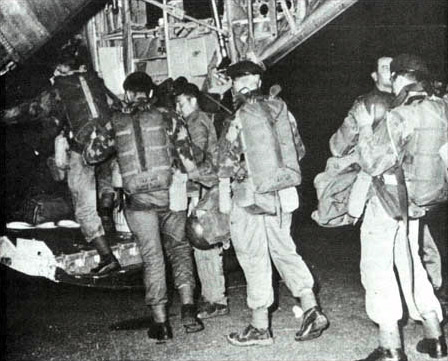
Бельгійські військові у місті Каміна

Одразу ж після здобуття незалежності молода держава зіткнулася з численними проблемами соціально-економічного характеру: бідність населення, міжплеменні конфлікти, прагнення західних монополій утримати свої позиції в економіці країни, дефіцит висококваліфікованих кадрів тощо. Посилилось невдоволення корінних мешканців, почалися акції проти білого населення країни, що спричинило їх виїзд з держави та посилило внутрішню соціально-економічну кризу.

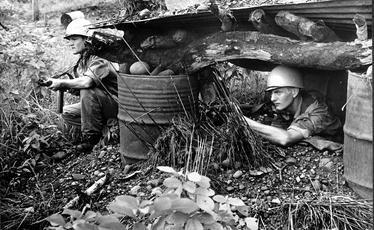
Шведські «блакитні берети» в Конго

У липні бельгійські війська, скориставшись безладом в Конго, висадили в Леопольдвілі та Елізабетвілі свій десант. Тоді ж Моїз Чомбе, якого підтримував бельгійський уряд, оголосив про відокремлення найбагатшої провінції Конго Катанги. Після цього в інших конголезьких провінціях посилилися сепаратистські рухи.
У ситуацію, що склалася, втрутились великі держави: Радянський Союз підтримував марксиста Лумумбу, КНР обіцяла надіслати до Конго своїх добровольців. У вересні 1961, грудні 1962 та січні 1963 років сили ООН провели низку наступальних операцій проти сепаратистів, внаслідок чого повалено режим Чомбе в Катанзі, але західні монополії зберегли свої позиції в державі.
У вересні — жовтні 1963 року конголезький уряд спробував навести лад у країні жорсткими методами: заборонено найбільші політичні партії, розпущено парламент, у столиці введено надзвичайний стан. Ці події спричинили масову міграцію населення в міста. Контингент ООН виведено з країни в 1964 році. Президент Касавубу призначив прем'єр-міністром Чомбе, який остаточно розправився з послідовниками Лумумби, захопивши за допомогою бельгійських парашутистів Стенлівіль. У листопаді 1965 року президентом Конго став генерал Мобуту, який спираючись на армію, покінчив із залишками сепаратизму й узяв курс на африканізацію зовнішньої та внутрішньої політики. На конституційному референдумі в 1964 році назву країни було змінено на Демократична Республіка Конго.

### Заїр (1971—1997)
У 1971 році країна отримала нову назву — Республіка Заїр. Повстання у провінції Шаба 1977 і 1978 року було придушено за допомогою військ Марокко, доставлених повітрям у Заїр Францією, а також французькими і бельгійськими десантниками. 1990 року було знято заборону на багатопартійну політику. Після антиурядових виступів 1991 року Мобуту погодився ділити владу з опозицією. Етьєн Тшісекеді став прем'єр-міністром, пізніше його було знято і знову відновлено у 1992 році за бажанням Мобуту; сформувалася парламентська опозиція. Тшісекеді було остаточно знято 1993 року, його місце посів Фаустін Біріндва, але Тшісекеді, як і раніше, вважає, що займає цю посаду.

### Недавня історія
У 1998—2002 роках відбувалась Друга конголезька війна, в якій брали участь понад двадцять збройних угруповань з дев'яти держав.
За даними рейтингу «Неспроможних держав» на 2013 рік, ДР Конго посідає друге місце.

## Політична система
Демократична Республіка Конго за формою правління є президентською республікою, глава держави — президент. Державний устрій — унітарна держава.

### Парламент

#### Політичні партії
Основі політичні партії країни:
- 1982 — Союз за демократію і соціальний прогрес;
- 1990 — Союз федералістів і незалежних республіканців;
- 1998 — Об'єднання за демократію Конго.

### Зовнішня політика

#### Українсько-конголезькі відносини

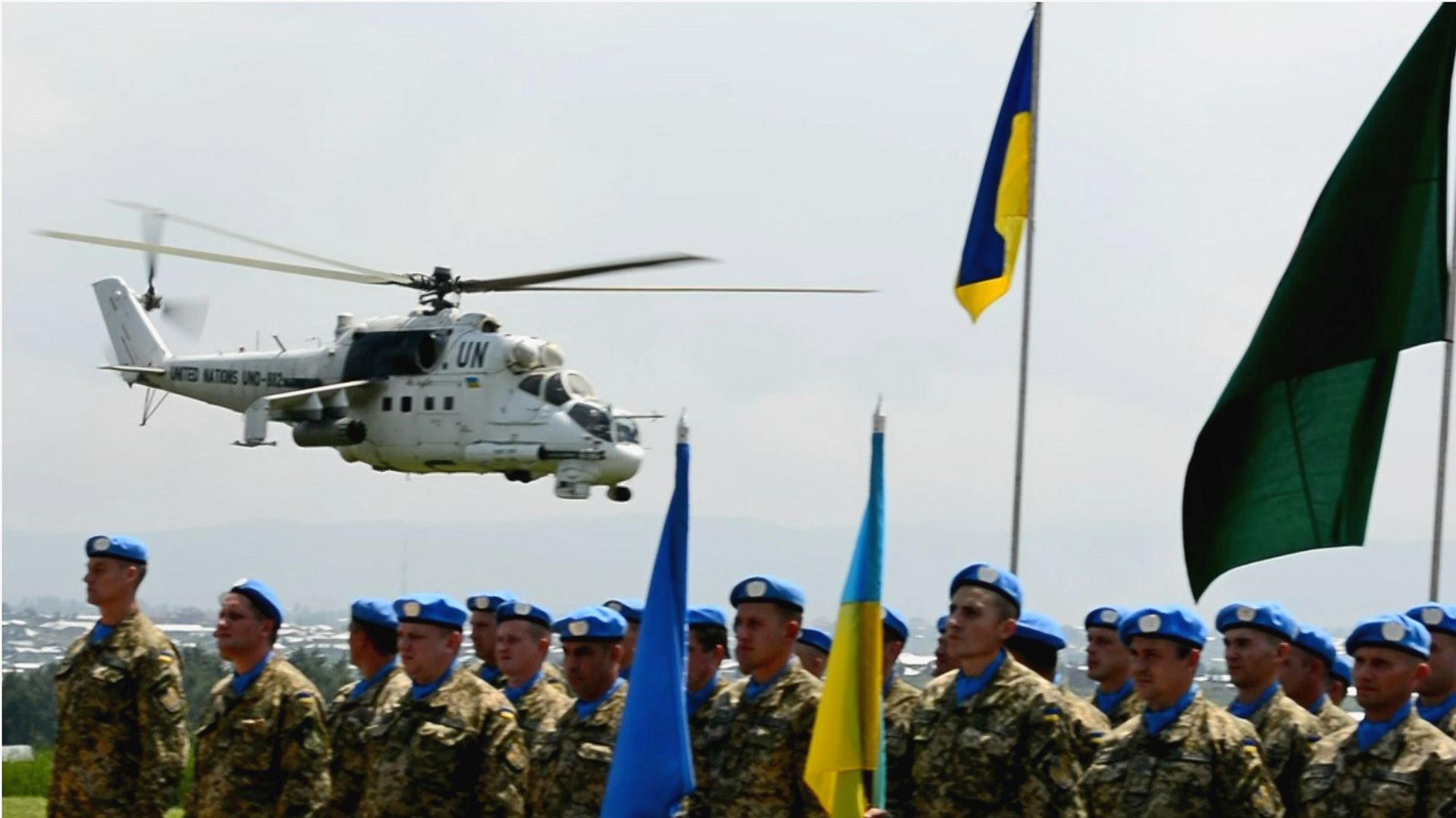
Українська миротворча операція у Демократичній Республіці Конго

Уряд Конго офіційно визнав незалежність України 13 квітня 1999 року. Дипломатичних і консульських представництв ДРК в Україні не створено, співпраця з Україною належить до зони відповідальності Посольства Демократичної Республіки Конго в Сербії. 10 квітня 2024 року в ДРК офіційно започаткувало діяльність Посольство України в Конго, до того з грудня 2020 року справами України в Конго відало Посольство України в Анголі.

### Державна символіка
- Державний прапор
- Державний герб
- Державний гімн

«Залізна леді» Демократичної Республіки Конго — Катана Геге Букуру, активіст, яка бореться за права жінок, засновниця СОФАД (Солідарність жінок-активістів за захист прав людини).

## Адміністративно-територіальній поділ

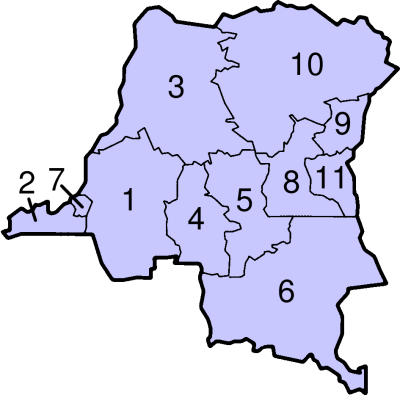

В адміністративно-територіальному відношенні територія держави до 2009 року поділялася на 11 провінцій:
1. Бандунду
2. Центральне Конго
3. Екваторіальна
4. Західне Касаї
5. Східне Касаї
6. Катанга
7. Кіншаса (місто-провінція)
8. Манієма
9. Північне Ківу
10. Східна
11. Південне Ківу

- У регіоні Ітурі Східної провінції діє тимчасова адміністрація.

Демократична Республіка Конго за конституцією 2005 року поділяється на 26 провінцій.

## Збройні сили
Чисельність збройних сил у 2000 році складала 56 тис. військовослужбовців. Загальні витрати на армію склали 400 млн доларів США.

## Економіка
Демократична Республіка Конго — відстала аграрна держава, з розвинутою гірничодобувною промисловістю. Валовий внутрішній продукт (ВВП) у 2006 році склав 44,6 млрд доларів США (83 місце у світі); що у перерахунку на одну особу становить 700 доларів (188 місце у світі). За даними Index of Economic Freedom від The Heritage Foundation, темп зростання ВВП у 2000 році складав 3 %. Промисловість разом із будівництвом становить 11 % від ВВП держави; аграрне виробництво разом з лісовим господарством і рибальством — 55 %; сфера обслуговування — 34 % (станом на 2006 рік). Зайнятість активного населення у господарстві країни розподіляється наступним чином: 15 % — обробна промисловість і будівництво; 67 % — аграрне, гірнича промисловість, лісове і рибне господарства; 18 % — сфера обслуговування (станом на 2006 рік).
Надходження в державний бюджет Конго за 2006 рік склали 0,7 млрд доларів США, а витрати — 2 млрд; дефіцит становив 65 %.
ДРК володіє найбільшим економічним потенціалом серед країн тропічної Африки. Хоча жителі Демократичної Республіки Конго є одними з найбідніших у світі, проте за природними багатствами це одна з найбагатших країн світу: вартість мінеральних ресурсів оцінюється на 24  трлн доларів США.
Порівняно з серединою 1980-х років економіка країни значно скоротилася. У момент досягнення незалежності (у 1960 році) ДР Конго була другою за промисловим розвитком країною Африки (програючи лише Південно-Африканській Республіці) завдяки розвинутій добувній промисловості та відносно ефективному аграрному сектору.
Збройні конфлікти, які розпочалися у 1996 році (Перша конголезька війна, Друга конголезька війна), значно зменшили розміри економіки та доходи бюджету, призвели до збільшення зовнішнього боргу. Війни та пов'язані з ними голод і хвороби призвели до смерті 5 млн людей. Від недоїдання страждає приблизно ⅔ населення країни. Внаслідок невпевненості у результатах конфліктів, браку інфраструктури та проблем з веденням бізнесу закордонні компанії обмежили свою діяльність. Війни підсилили вплив існуючих раніше проблем: корупції, невизначеності правової бази, відсутності відкритості у державній економічній політиці та фінансових операціях.

### Валюта
Національною валютою країни слугує конголезький франк. 2019 року за 1 долар США (USD) давали 1600 конголезьких франка.

### Промисловість
Головні галузі промисловості: гірнича, металургійна, харчова, деревопереробна, нафтова і текстильна.

### Гірнича промисловість
У 2006 році видобуток нафти склав 7,71 млн барелів.

### Енергетика
Країна має в своєму розпорядженні значні енергоресурси — гідроенергію, нафту і природний газ, які стали розроблятися лише в останні роки. Гідроенергетичний потенціал оцінюється в 1 млрд кВт.
За 2004 рік було вироблено 353 млн кВт·год електроенергії; загальний обсяг спожитої — 658 млн кВт·год (імпортовано 330 млн кВт·год).
У 2004 році споживання нафти склало 8,2 тис. барелів на добу, природний газ не використовується для господарських потреб.

### Агровиробництво

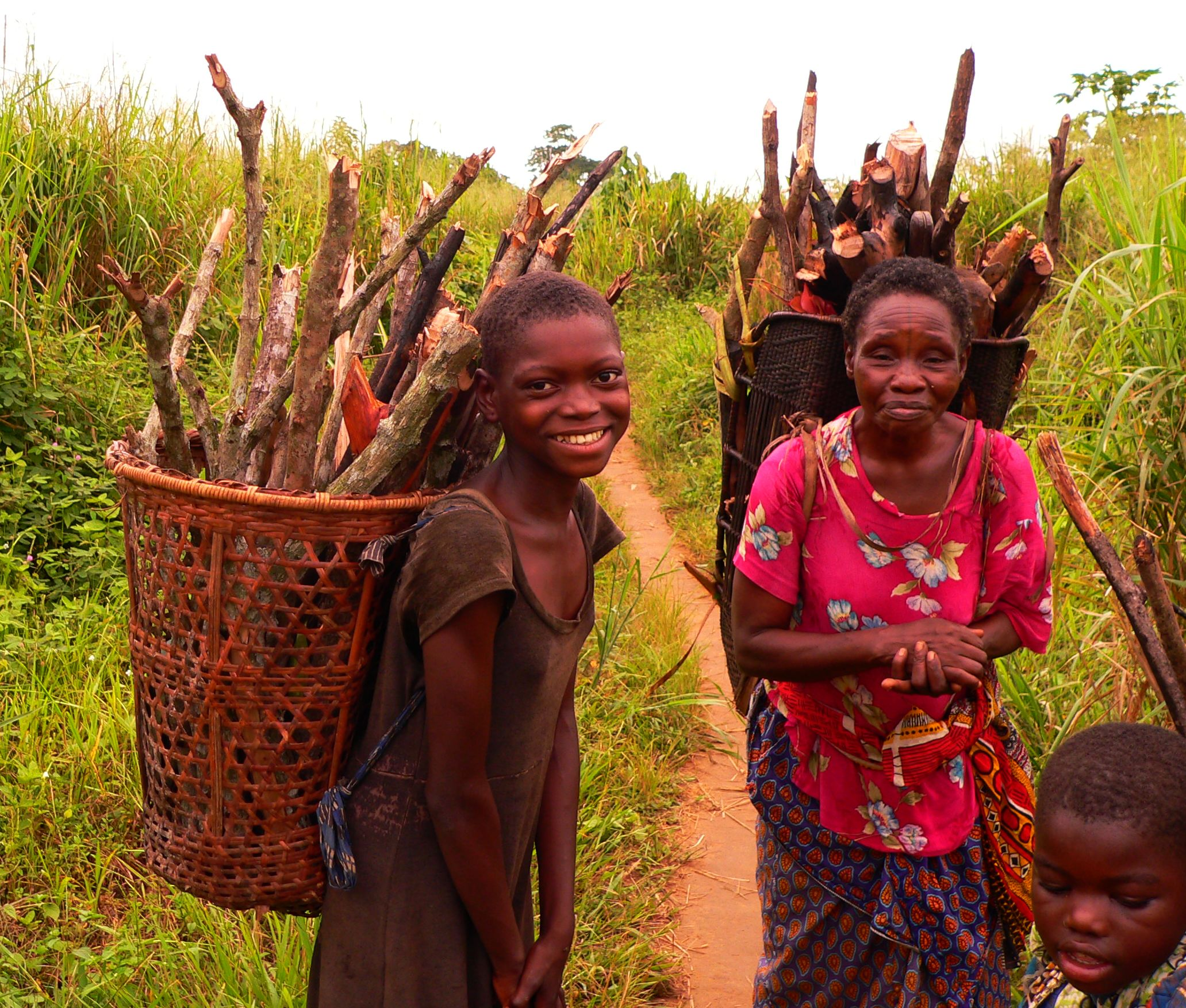
Збір дров в Басанкусу

У сільськогосподарському обробітку знаходиться лише 6,7 % площі держави. Головні сільськогосподарські культури: маніок їстівний, кукурудза, кава, рис, цукрова тростина, банани, тютюн, арахіс, чай.

### Транспорт
Транспорт: автомобільний, частково залізничний. Головною перешкодою для розвитку гірничодобувної й інших галузей промисловості є нерозвиненість транспортної системи і недостача енергетичних потужностей. Основа транспортної мережі ДРК — маршрути вивозу експортної продукції по річках та залізницях.

#### Автотранспорт
Протяжність майже всіх автошляхів і залізниць невелика; як правило, вони зв'язують водні шляхи з районами експортного виробництва. У 1990-х років більша частина доріг потребувала ремонту.

#### Залізниця
Залізниця зв'язує Катангу із зарубіжними морськими портами Лобіту і Бенгелою (Ангола), Бейрою (Мозамбік), Дар-ес-Саламом (Танзанія) та Іст-Лондоном, Порт-Елізабет і Кейптауном (ПАР). У 1990 протяжність залізниць, що діяли склала бл. 5,1 тис. км.

### Авіація

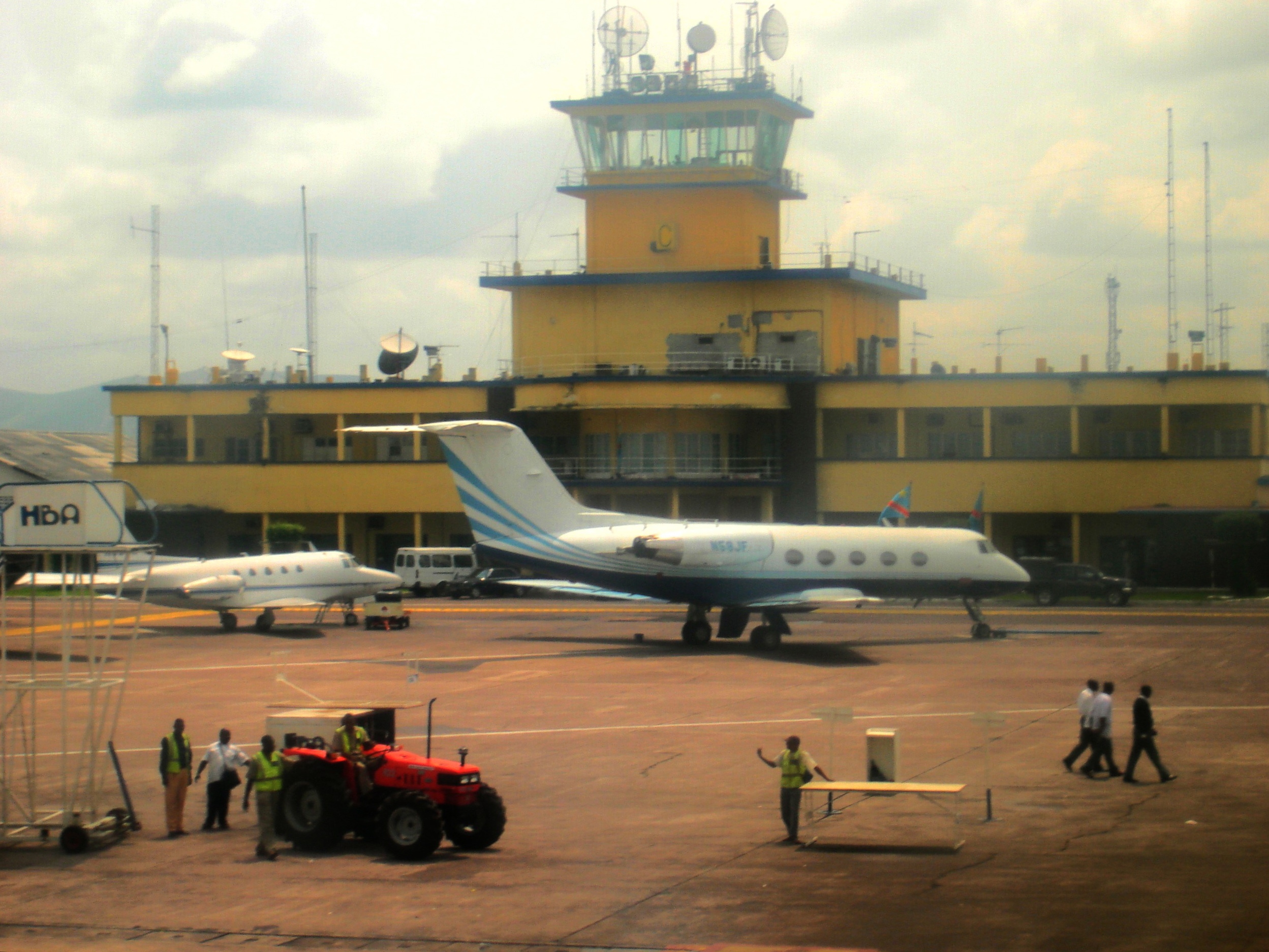
Летовище у Кіншасі

Важливу роль відіграють внутрішні авіаперевезення. Міжнародні аеропорти розташовані в містах Кіншаса, Лубумбаші і Кісангані. Міжнародні внутрішньоконтинентальні авіарейси виконуються з Кіншаси до Лагоса (Нігерія), Абіджана (Кот д'Івуар), Найробі (Кенія), Аддис-Абеби (Ефіопія) і Кігалі (Руанда).
Авіасполучення з Кіншасою здійснюється з Парижа (Air France), Цюриха (Swiss), Брюсселя (Air Zaire), Лісабона і Риму (Alitalia). Прямих авіарейсів з України до ДР Конго немає, необхідна пересадка в одній з європейських столиць.

#### Пороми
Існує регулярне поромне сполучення між Кіншасою і Браззавілем (Республіка Конго). Старі, переповнені пасажирами і товаром пороми щогодини перетинають річку Конго, пов'язуючи дві столиці. Переправа займає не більше 20 хвилин, але прибути в річковий порт слід як мінімум за годину до відправлення з метою встигнути пройти паспортний і митний контроль. Вартість переправи 5-15 доларів США (залежить від порома і здатності торгуватися) в одну сторону. Діють пороми з Кіншаси до Бангі (ЦАР). Пороми вирушають 2-3 рази на місяць, йдуть вгору за течією річки Конго більше 1000 км, протягом 8-10 днів, і роблять зупинки у всіх великих містах по шляху. У зворотному напрямку (за течією) шлях займає 5-6 днів. Вартість квитків варіюється від 70 тис. франків КФА в каюті першого класу, до 45 тис. франків КФА у другому класі і 9 тис. франків КФА на палубі. Слід мати на увазі, що йдеться про гранично старих і зношених судах. Єдиною перевагою плавання в каюті є можливість хоча б трохи дистанціюватися від сотень місцевих жителів, що лежать і сплячих буквально один на одному на палубі.

### Туризм
У 1996 році прибуток від іноземних туристів становив 5 млн доларів США.

#### Віза
Для відвідування Демократичної Республіки Конго громадянам України необхідна віза. Візу можна отримати в посольстві Конго або на прикордонному пункті. Мінімальний термін оформлення візи в посольстві — 15 днів. Необхідні документи: 3 анкети французькою мовою, 3 фотографії, закордонний паспорт, запрошення і сертифікат про щеплення проти жовтої гарячки. Термін дії візи на в'їзд — 30 днів. Консульський збір — 50 доларів США. Візи на прикордонному пункті видаються з великими складнощами при спеціальному зверненні до МЗС Демократичної Республіки Конго.

### Зовнішня торгівля
Основні торговельні партнери Конго: Бельгія, США, Китай, Франція, ПАР.
Держава експортує: алмази (17 %), нафту (11 %), каву (9 %), кольорові метали (кобальт, цинк, олово, мідь) (8 %), пальмову олію. Основні покупці: Бельгія (38 %); США (18 %); Китай (12 %); Франція (8 %). 2006 року вартість експорту склала 1,1 млрд доларів США.
Держава імпортує: промислові вироби, харчові продукти. Основні імпортери: ПАР (18 %); Бельгія (15 %); Франція (9 %), Кенія (8 %). 2006 року вартість імпорту склала 1,3 млрд доларів США.

## Населення
Населення держави у липні 2020 році становило 89 561 403 осіб (16-те місце у світі). 1950 року населення країни становило 11,3 млн осіб; у 1970-му — 17,4 млн осіб; у 1980 році — 26,4 млн осіб. Густота населення: 33,84 осіб/км² (180-те місце у світі). Згідно статистичних даних за 2006 рік народжуваність 43,7 ‰; смертність 13,3 ‰; природний приріст 30,4 ‰.
Вікова піраміда населення виглядає наступним чином (станом на 2006 рік):
- діти віком до 14 років — 47,4 % (14,9 млн чоловіків, 14,8 млн жінок);
- дорослі (15—64 років) — 50,1 % (15,6 млн чоловіків, 15,8 млн жінок);
- особи похилого віку (65 років і старіші) — 2,5 % (0,6 млн чоловіків, 0,9 млн жінок).

### Урбанізація

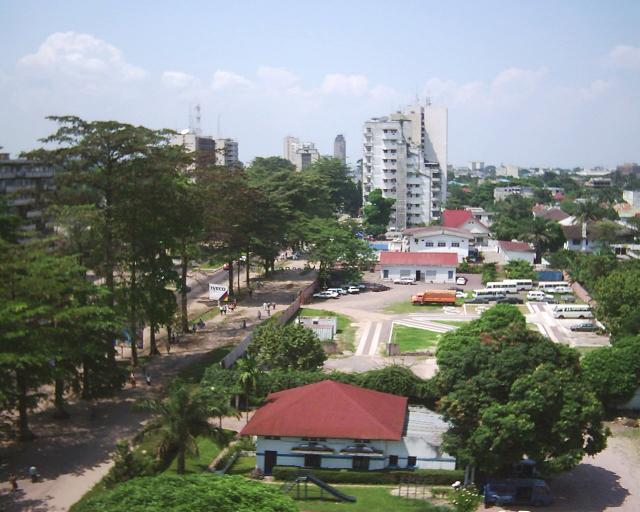
Кіншаса

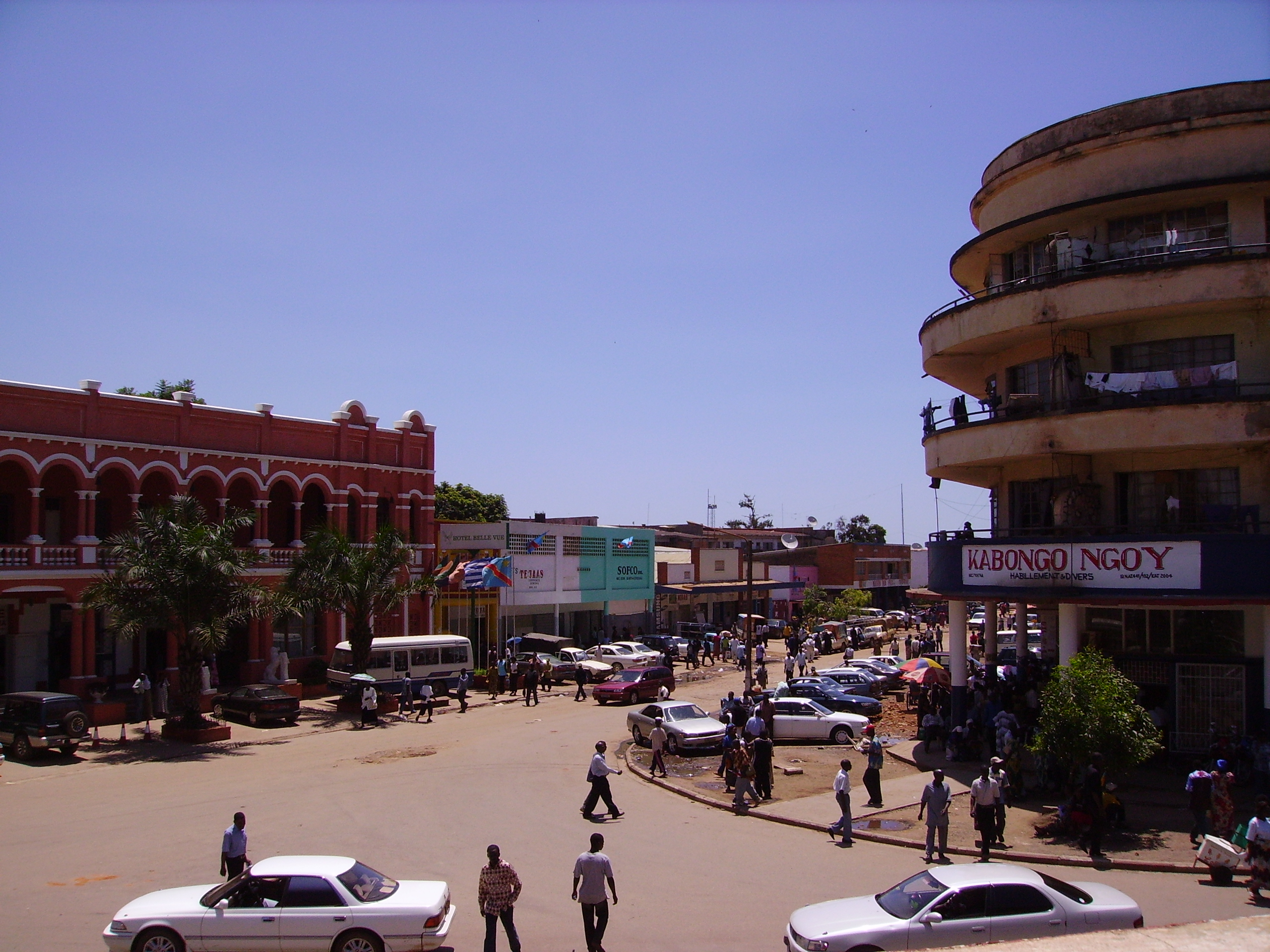
Лубумбаші

Рівень урбанізованості в 2000 році склав 29 %. Головні міста держави: Кіншаса (11,855 млн осіб), Лубумбаші (1,7 млн осіб), Мбужі-Маї (1,7 млн осіб).
| Місто     | Населення (оцінка 2012) |
| --------- | ----------------------- |
| Кіншаса   | 11 855 000 (2017)       |
| Лубумбаші | 1 786 397               |
| Мбужі-Маї | 1 680 991               |
| Кананга   | 1 061 181               |
| Кісангані | 935 977                 |
| Букаву    | 806 940                 |
| Чикапа    | 587 548                 |
| Колвезі   | 453 147                 |
| Лікасі    | 447 449                 |
| Гома      | 431 342                 |

### Етнічний склад
Головні етноси, що складають конголезьку націю: луба — 18 %, монго — 17 %, конго — 12 %.

### Мови
Державна мова: французька.

### Релігії

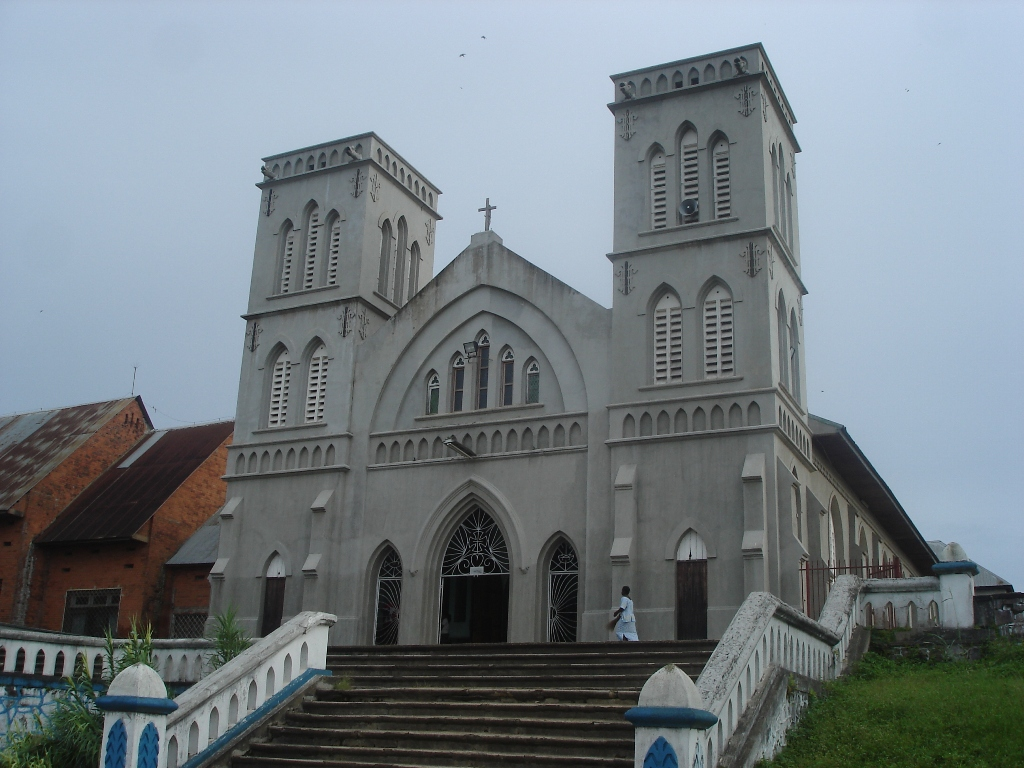
Кафедральний собор у Кісангані

Головні релігії держави: католицтво — 50 % населення, протестантизм — 20 %; анімізм — 10 %; іслам — 10 %.

### Охорона здоров'я
Очікувана середня тривалість життя в 2006 році становила 51,5 року: для чоловіків — 50 років, для жінок — 53 роки. Смертність немовлят до 1 року становила 88,6 ‰ (станом на 2006 рік), це один з найвищих у світі показників. Населення забезпечене місцями в стаціонарах лікарень на рівні 1 ліжко-місце на 475 жителів; лікарями — 1 лікар на 23,1 тис. жителів (станом на 1996 рік). Витрати на охорону здоров'я в 1990 році склали 2,4 % від ВВП країни.

### Освіта

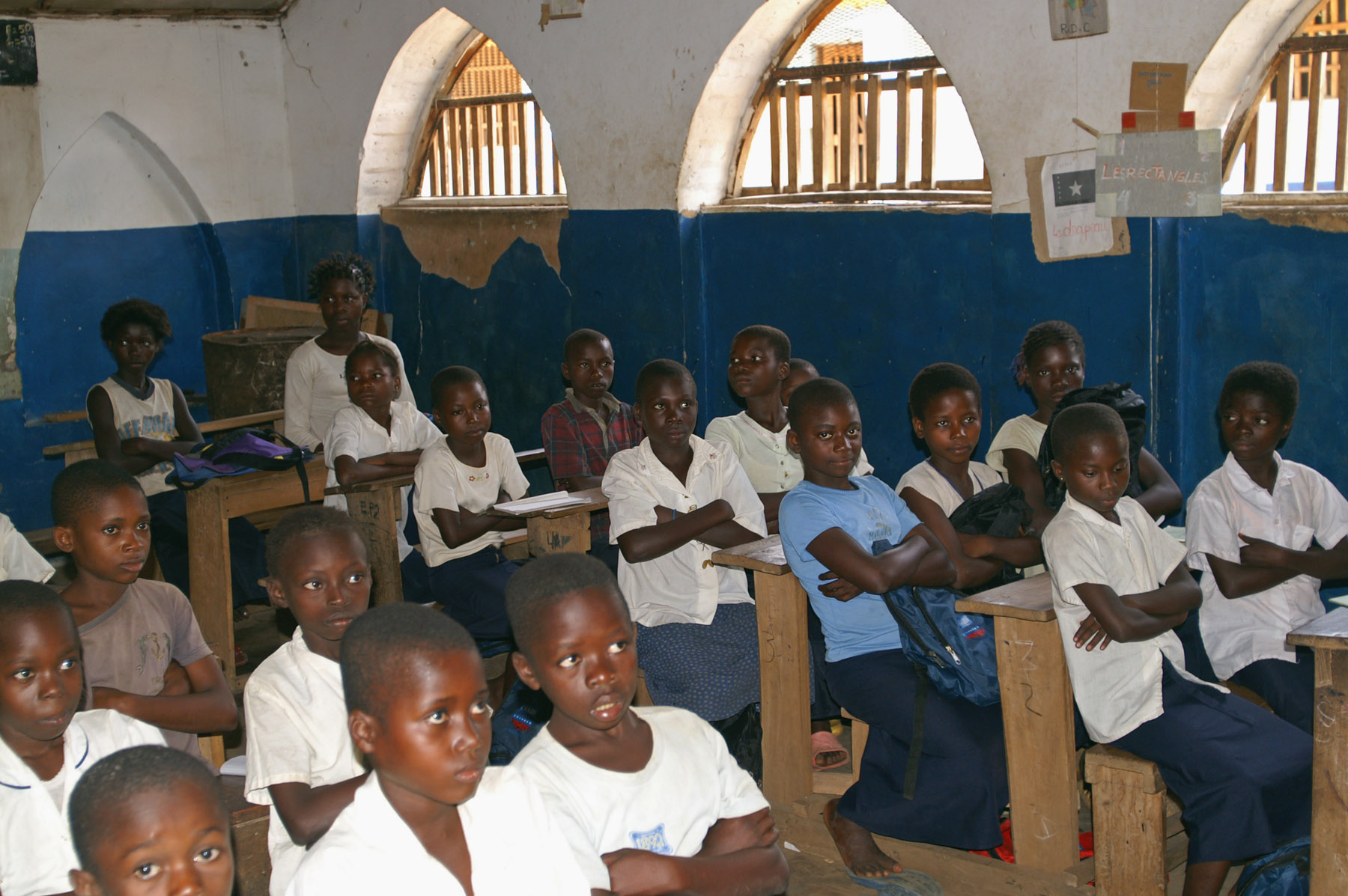
Урок у початковій школі

Рівень писемності в 2003 році становив 65,5 %: 76,2 % серед чоловіків, 55,1 % серед жінок. Витрати на освіту в 1996 році склали 0,9 % від ВВП, 6,4 % усіх державних громадських видатків.
Система освіти ДР Конго управлялась трьома міністерствами: Міністерством початкової, середньої та професійної освіти (Ministère de l'Enseignement Primaire, Secondaire et Professionnel, MEPSP), Міністерством вищої освіти та університетів (Ministère de l'Enseignement Supérieur et Universitaire, MESU) та Міністерством соціальних справ (Ministère des Affaires Sociales, MAS). Система освіти подібна до бельгійської. 2002 року було 19 тис. початкових шкіл із 160 тис. учнів, 8 тис. шкіл другого рівня з 110 тис. учнів. У країні запроваджена обов'язкова 6-річна початкова освіта. Початкова освіта є безплатною і обов'язковою (Стаття 43 конституції 2005 року).
Кількість учнів у школах встановлюється згідно з формальною реєстрацією і не завжди відповідає реальній відвідуваності. 2000 року 65 % дітей у віці від 10 до 14 років відвідували школу. У результаті шестирічної громадянської війни понад 5,2 мільйони дітей не отримали освіти.